# کاکو تاکاشینا
کاکو تاکاشینا (انگلیسی: Kaku Takashina؛ ۲۲ فوریهٔ ۱۹۱۹ – ۱۱ مارس ۱۹۹۴) یک هنرپیشه اهل ژاپن بود.